# Matúš Macík
Matúš Macík (sinh 19 tháng 5 năm 1993) là một cầu thủ bóng đá Slovakia thi đấu cho MFK Ružomberok ở vị trí thủ môn.

## Sự nghiệp câu lạc bộ
Anh ra mắt tại Fortuna Liga cho MFK Ružomberok trước MFK Skalica ngày 18 tháng 7 năm 2015.